# Réserve faunique des Rivières-Matapédia-et-Patapédia
Pour les articles homonymes, voir Matapédia et Patapédia.
La réserve faunique des Rivières-Matapédia-et-Patapédia est une réserve faunique du Québec située dans la région du Bas-Saint-Laurent et de la Gaspésie–Îles-de-la-Madeleine.  Cette réserve a pour mission de gérer la pêche sportive, en particulier celle du saumon atlantique, sur les rivières Matapédia, Patapédia, Causapscal et Humqui sur une longueur totale de 155 km.  Elle est administrée par la Corporation de gestion des rivières Matapédia et Patapédia.

## Géographie
La réserve faunique est située dans l'Est du Québec dans les régions du Bas-Saint-Laurent et de la Gaspésie–Îles-de-la-Madeleine dans les municipalités régionales de comté de La Matapédia, de La Mitis et d'Avignon. Elle est comprise dans le territoire de la ville de Causapscal, des municipalités de Lac-au-Saumon, de Sainte-Florence, de Matapédia, de Saint-Alexandre-des-Lacs, de Saint-Léon-le-Grand, de Saint-François-d'Assise, de Saint-André-de-Restigouche et de Saint-Alexis-de-Matapédia et des territoires non-organisés de Lac-Casault, de Routhierville de Ruisseau-Ferguson et de Lac-des-Eaux-Mortes.
La réserve partage ses limites avec la zec Casault à l'est et la zec du Bas-Saint-Laurent ainsi que la pourvoirie de la Seigneurie du Lac-Métis à l'ouest.

### Source en ligne
- Commission de toponymie du Québec